# Малая Волька
Малая Волька — река в России, протекает в Верхнекамском районе Кировской области. Устье реки находится в 22 км по правому берегу реки Волька. Длина реки составляет 11 км.
Исток реки на Верхнекамской возвышенности в лесу Долгий в 10 км к северо-западу от села Лойно. Река течёт на север по ненаселённому лесу.

## Данные водного реестра
По данным государственного водного реестра России относится к Камскому бассейновому округу, водохозяйственный участок реки — Кама от истока до водомерного поста у села Бондюг, речной подбассейн реки — бассейны притоков Камы до впадения Белой. Речной бассейн реки — Кама.
По данным геоинформационной системы водохозяйственного районирования территории РФ, подготовленной Федеральным агентством водных ресурсов:
- Код водного объекта в государственном водном реестре — 10010100112111100001235
- Код по гидрологической изученности (ГИ) — 111100123
- Код бассейна — 10.01.01.001
- Номер тома по ГИ — 11
- Выпуск по ГИ — 1